# Cayo Guano del Este
Cayo Guano del Este est une petite caye de l'archipel des Canarreos sur la côte sud de Cuba, dans la mer des Caraïbes.

## Situation
Cayo Guano del Este est la dernière île dans l'est de l'archipel des Canarreos. Avec son voisin le cayo Trabuco à son sud-ouest, il fait partie de la province de Matanzas — deux exceptions pour cet archipel dont toutes les autres îles participent de la municipalité spéciale île de la Juventud.

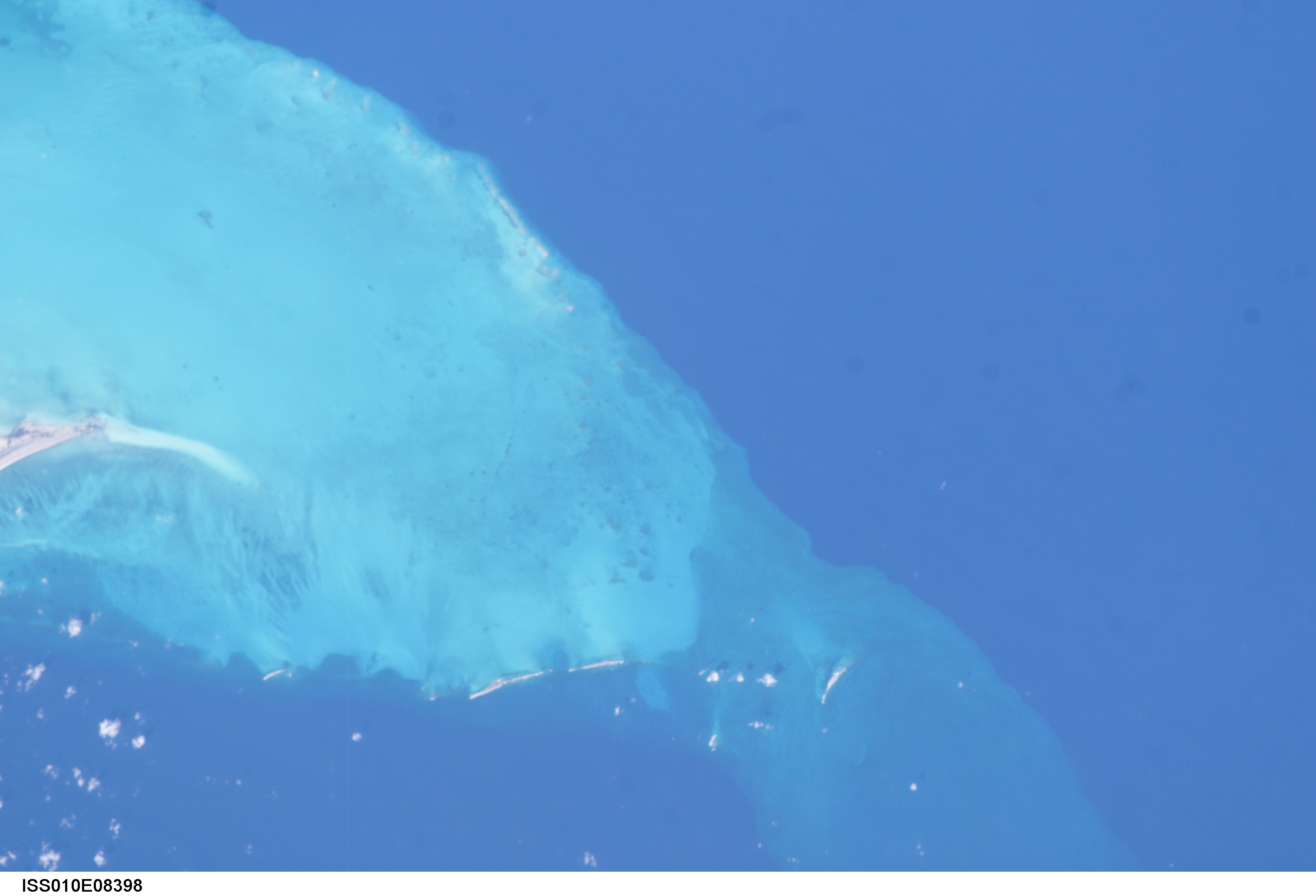
Ouest en est : extrémité est du cayo Largo (bord gauche), ligne blanche des cayo Sal (ouest) et cayos de Dios (est), cayo Trabuco (à l'est, un peu plus bas), cayo Guano del Este (dernier cayo à l'est)

## Description
L'île a un relief plat dont le point culminant de l'île à 8 mètres au dessus du niveau de la mer. Elle mesure 1,8 km du nord au sud et 0,8 km d’est en ouest. Elle se situe à l'extrémité est de l'archipel des Canarreos.
La caye est un site de plongée très populaire.
Ce cayo est muni d'un phare.